# 佐藤信治
佐藤 信治（さとう のぶはる、1953年12月7日 - ）は、日本の政治家。元・広島県府中町長（2期）。

## 来歴
大阪府生まれ。1977年（昭和52年）3月、広島大学卒業。1978年（昭和53年）2月、府中町役場に採用される。民生部長、総務部長などを歴任。
2011年（平成23年）12月、府中町役場を辞職。2012年（平成24年）1月、府中町副町長に就任。2015年（平成27年）12月、副町長を任期満了により退任。
2016年（平成28年）1月8日、任期満了に伴う府中町長選挙に立候補する意向を表明。同年5月29日に行われた町長選挙で元府中町議会議員の上原貢を破り初当選した。投票率は34.45％。6月4日、町長就任。上原貢は同年9月25日の町議選に出馬してトップ当選し町議に返り咲いた。
2020年（令和2年）5月19日、任期満了に伴う府中町長選挙が告示され、現職の佐藤以外に届け出が無かったため、無投票で再選。
2023年12月10日、次の町長選に出馬せず、今期かぎりで引退を表明した。佐藤の任期満了に伴う府中町長選で、佐藤は自民党広島県連、公明党、連合広島とともに前町議（1期）の川上翔一郎を推薦した。2024年5月26日、投開票。前町議（1期）の寺尾光司が川上、二見伸吾前町議（2期、日本共産党）、松本真明（無所属、新人、会社役員）、角田明広（新人、無所属、元・教諭）を破り、初当選した。
2024年6月3日、府中町長を任期満了し退任。